# José Manuel Prieto
José Manuel Prieto (La Habana, Cuba, 1962). Escritor cubano. 

Obtuvo su PhD en Historia en la Universidad Nacional Autónoma de México y enseñó en el Centro de Investigación y Docencia Económicas (CIDE) de la ciudad de México, desde 1994 hasta el 2004. En el 2004-2005 fue becario de la Margaret and Herman Sokol Fellow at The Dorothy and Lewis B. Cullman Center for Scholars and Writers en la Biblioteca Pública de Nueva York. Prieto ha sido también becario del Sistema Nacional de Creadores de México, entre enero del 2003 y diciembre del 2005; de la Santa Maddalena Foundation in Florencia, en abril del 2001 y de la Fundación Solomon R. Guggenheim en el 2002. 
Prieto es autor de varias novelas, libros de no ficción, ensayos y artículos. Es también un traductor de literatura rusa al español. Entre sus libros cabe destacar Livadia, (Mondadori, Barcelona, 1998), Enciclopedia de una vida en Rusia, (Mondadori, Barcelona, 2003), el conjunto de relatos El Tartamudo y la rusa, (Tusquets, México 2002), el libro de viajes Treinta días en Moscú, (Mondadori, Barcelona. 2001).
Livadia ha sido traducida a más de ocho lenguas con excepcional recepción de la crítica. En los Estados Unidos fue publicada bajo el título de Nocturnal Butterflies of the Russian Empire por la editorial Grove Press, en Francia se publicó como Papillons de nuit dans l´empire de Russie, en Italia como Le Farfalle Notturne dell´Impero Russo. Diarios como el The New York Times, The New York Review of Book, Le Monde, Libération, y The Times Literary Supplement publicaron muy elogiosas reseñas del libro. A fines del 2004 el prestigioso Frankfurter Allgemeine Zeitung incluyó a Liwadjia como uno de los más importantes títulos de ficción publicados ese año en Alemania.
Rex, su última novela, salió en la primavera del 2007 publicado por la editorial barcelonesa Anagrama y en ediciones simultáneas en Alemania, Francia y Estados Unidos.
Actualmente José Manuel Prieto vive en Nueva York.